# 來弗歐克縣
來弗歐克縣（英語：Live Oak County）是美國德克薩斯州南部的一個縣。面積2,794平方公里。根據美國2000年人口普查，共有人口12,309人。縣治西喬治（George West）。
成立於1856年2月2日，縣政府成立於同年8月4日。縣名是英語「活的橡樹」的意思，形容當地的樹木來弗歐克。